# Salzkammergut-Berge

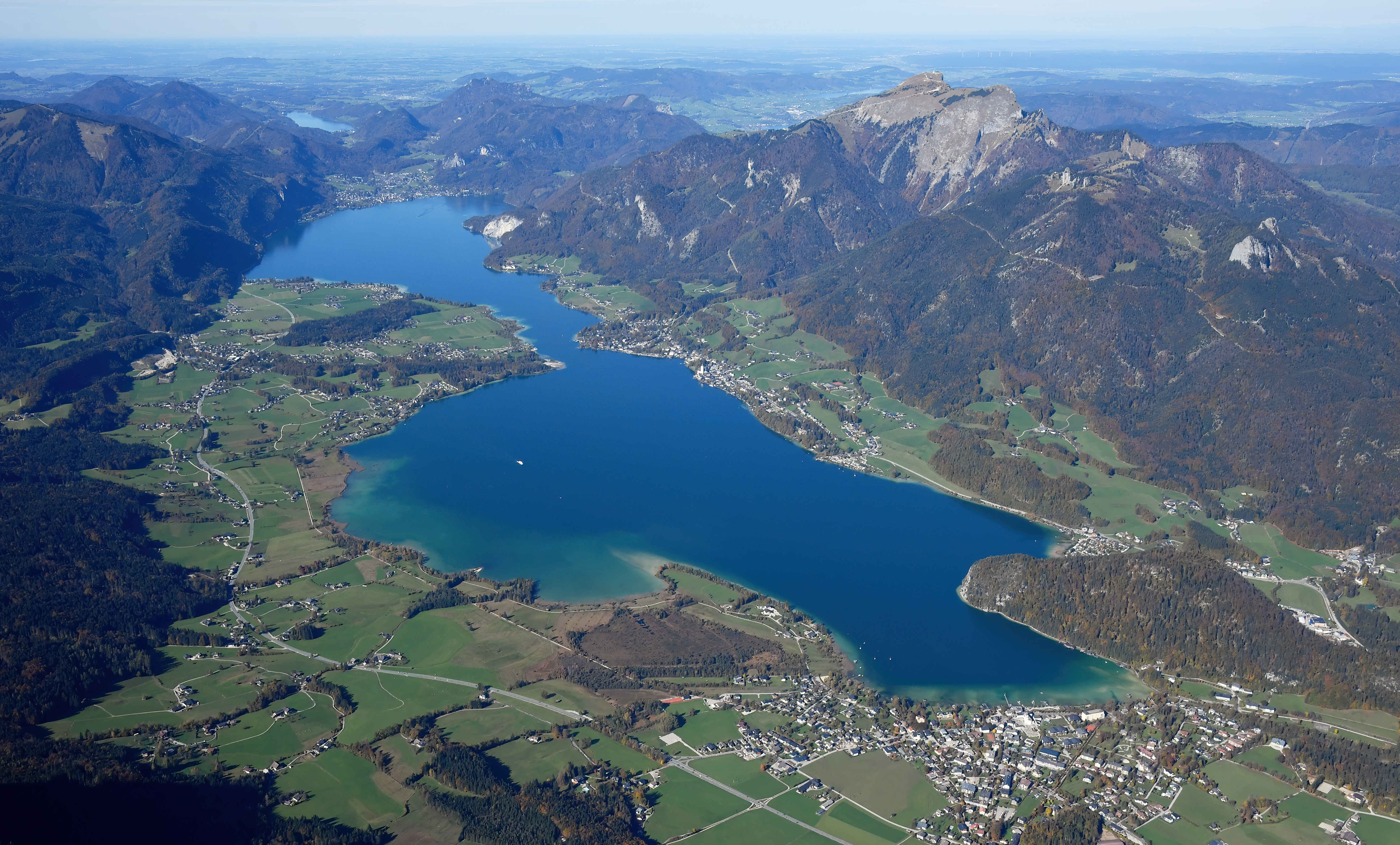
Schafberg i jezioro Wolfgangsee

Salzkammergut-Berge – pasmo górskie, część Północnych Alp Wapiennych. Leży w Austrii, w krajach związkowych Salzburg i Górna Austria. Najwyższym szczytem jest Gamsfeld, o wysokości 2027 m n.p.m. Główne miasta regionu to Salzburg i Gmunden. Największą rzeką jest Salzach. Pasmo to zajmuje powierzchnię ok. 1750 km². Znajdują się tu również liczne jeziora, między innymi: Mondsee, Wolfgangsee, Attersee, Traunsee, Altausseer See, Hallstätter See i Grundlsee.
Pasmo sąsiaduje z: Oberösterreichische Voralpen i Totes Gebirge na wschodzie, grupą Dachstein na południowym wschodzie, Tennengebirge na południu, Alpami Berchtesgadeńskimi na południowym zachodzie oraz (niebezpośrednio przez niegórskie obszary) z Chiemgauer Alpen na zachodzie.
Najwyższe szczyty:
- Gamsfeld (2027 m),
- Großer Höllkogel (1862 m),
- Rinnkogel (1823 m),
- Schafberg (1782 m),
- Hoher Zinken (1764 m),
- Leonsberg (1745 m),
- Gruberhorn (1732 m),
- Brunnkogel (1706 m).

Schroniska:
- Braunauer Hütte,
- Goiserer Hütte,
- Hochleckenhaus,
- Kranabethsattelhütte,
- Rieder Hütte,
- Schoberhütte.